# Dennis Higler

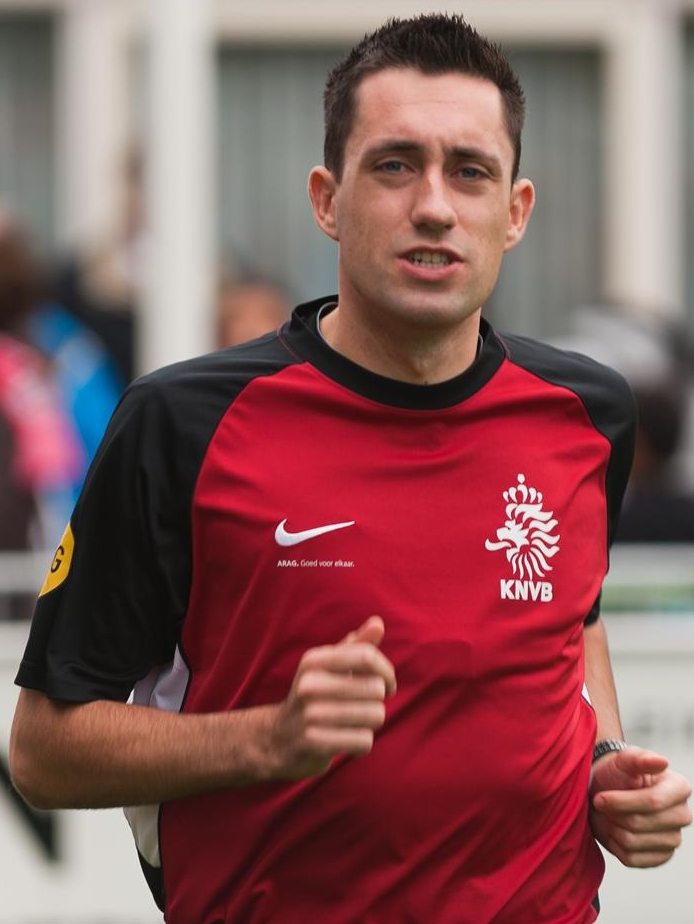
Dennis Higler (2011)

Dennis Higler (* 30. September 1985) ist ein niederländischer Fußballschiedsrichter.

## Werdegang
Higler leitet seit der Saison 2010/11 Spiele in der Eerste Divisie und seit der Saison 2011/12 Spiele in der Eredivisie.
Seit 2017 steht er auf der Liste der FIFA-Schiedsrichter und leitet internationale Fußballspiele.
Bei der U-21-Europameisterschaft 2017 in Polen war Higler als Torrichter im Schiedsrichtergespann von Serdar Gözübüyük im Einsatz. Bei der U-17-Weltmeisterschaft 2019 in Brasilien war Higler als einer von 17 nominierten Videoschiedsrichtern im Einsatz.
Bei der U-21-Europameisterschaft 2021 in Slowenien und Ungarn pfiff Higler zwei Gruppenspiele.
Bei der Europameisterschaft der Frauen 2022 in England wurde Higler als Videoschiedsrichter eingesetzt.